# Liste von Bearbeitungen des Artus-Stoffs
Der Artus-Stoff, welcher v. a. König Artus, Merlin, den Hof von Camelot, die Ritter der Tafelrunde und den heiligen Gral umfasst, wurde vielfach bearbeitet.

### 19. Jahrhundert
- Dorothea Schlegel: Geschichte des Zauberers Merlin. Leipzig 1804.
- Carl Leberecht Immermann: Merlin. Eine Mythe. Düsseldorf 1832 (Drama über die Suche nach dem Gral und Merlin aus der Zeit der Romantik, der Stoff rund um König Artus erfährt eine metaphysische Erhöhung voller philosophischer Aspekte.)
- Mark Twain: Ein Yankee aus Connecticut an König Artus’ Hof. (erstveröffentlicht 1889).

### 20. und 21. Jahrhundert
(alphabetisch nach Nachnamen sortiert)
- T. A. Barron: Merlin. (sechs Bücher über Merlins Jugend).
- Jessica Bernett: Elayne 1: Rabenkind. Sternensand Verlag, 2018, ISBN 978-3-906829-77-7; Elayne 2: Rabenherz. Sternensand Verlag, 2019, ISBN 978-3-03896-031-7; Gawain: Lichtfalke. Sternensand Verlag, 2020, ISBN 978-3-03896-125-3; Elayne 3: Rabenschwur. Sternensand Verlag, 2021, ISBN 978-3-03896-219-9.
- Marion Zimmer Bradley: Die Nebel von Avalon. (die Geschichte aus Sicht der Frauen, die auf der geheimen Insel Avalon Ceridwen, der keltischen Göttin, als Priesterinnen dienen).
- Gillian Bradshaw: Die Krone von Camelot, Der Falke des Lichts, Das Königreich des Sommers, ISBN 3-548-25038-6 (Artus-Romantrilogie).
- Gillian Bradshaw: Die Reiter der Sarmaten. Goldmann, München 1992, ISBN 3-442-42429-1 (historischer Roman über die „Vorgeschichte“ des Artus-Mythos, die Ansiedelung von schwergepanzerten sarmatischen Lanzenreitern in römischen Diensten unter Kaiser Marc Aurel in Britannien).
- Vera Chapman: The Green Knight. 1975 (deutsch: Die Braut des grünen Ritters. ISBN 3-423-20912-7); The King’s Damsel. 1976 (deutsch: Des Königs dunkle Botin. ISBN 3-423-20451-6); King Arthur’s Daughter 1976 (deutsch: König Artus’ Tochter. ISBN 3-423-20559-8) (Sekretärin und Mitbegründerin der Tolkien Society, schrieb die Nacherzählung auf Anregung von J. R. R. Tolkien).
- Susan Cooper: Wintersonnenwende. (Jugendbuchserie in fünf Bänden).
- Bernard Cornwell: Der Winterkönig. ISBN 3-442-36082-X; Der Schattenfürst. ISBN 3-7645-0005-0; Arthurs letzter Schwur. ISBN 3-442-35236-3 (Trilogie, in der ein ehemaliger Kriegsherr Arthurs die Geschichte niederschreibt; fernab von der romantisierten Legende, gut recherchierter historischer Roman).
- Kevin Crossley-Holland: Artus – Der magische Spiegel; Artus – Zwischen den Welten.
- Pierre Dietz: »King« Artus und das Geheimnis von Avalon. ISBN 978-3-86841-235-2.
- Tankred Dorst: Merlin oder Das wüste Land. Theaterstück, 1981 uraufgeführt.
- Jean-Louis Fetjaine: Elfen-Trilogie (Vor der Elfendämmerung, 2001, ISBN 3-423-20842-2 / La crépuscule des elfes, 1999; Die Nacht der Elfen, 2002, ISBN 3-423-20823-6 / La nuit des elfes, 2000; Die Stunde der Elfen, 2002, ISBN 3-423-24334-1 / L’heure des elfes, 2002); Merlin-Dilogie (Der Weg des Magiers, 2004, ISBN 3-423-24409-7 / Le pas de Merlin, 2003; Merlin im Elfenwald, 2005, ISBN 3-423-24503-4 / Brocéliande, 2004)
- Parke Godwin: Camelot. ISBN 3-522-71565-9 (Zusammenfassung seiner drei Romane Feuerkönig, Der tote König, Im fremden Land: Nacherzählung der Artus-Sage in der Ich-Form und Guineveres Geschichte nach Arthurs Tod in der Ich-Form).
- Norma Lorre Goodrich: Die Ritter von Camelot. C.H. Beck, 1994, ISBN 3-406-38171-5.
- Lev Grossmann: The Bright Sword. A Novel of King Arthur, Viking, Penguin Random House LLC, 2024, ISBN 9780593833568
- Wolfgang Hohlbein: Die Legende von Camelot. ISBN 3-8000-5166-4 (Trilogie mit den Bänden Gralszauber, Elbenschwert und Runenschild).
- Helen Hollick: Artus und Guinever. Heyne, 1996, ISBN 3-453-10806-X (auch: Unter dem Banner Pendragons. Heyne 1997, ISBN 3-453-12498-7).
- Vladimir Hulpach: König Artus und seine Ritter: Geschichten der Tafelrunde. Lentz, München 1988, ISBN 3-88010-174-4.
- J. Robert King: Merlins Fluch. 2003; Lancelots Rache. 2004 (deutsche Ausgaben…).
- Stephen Lawhead: Pendragon-Saga. (Artus-Zyklus mit den Titeln Taliesin, Merlin, Artus, Pendragon; sein Buch Avalons Rückkehr ist ein daran locker anknüpfender Roman, der die Wiederkehr Artus’ nach Großbritannien behandelt).
- Auguste Lechner: König Artus. Die Geschichte von König Artus, seinem geheimnisvollen Ratgeber Merlin und den Rittern der Tafelrunde. Tyrolia-Verlag, Innsbruck 1985 (Nacherzählung, basierend auf Geoffrey von Monmouth).
- C. S. Lewis: Die böse Macht (englisch: That Hideous Strength)
- David Lodge: Small World: An Academic Romance. (satirischer Roman mit zahlreichen Motiven aus der Artuslegende, bezogen auf die geisteswissenschaftliche Welt der Gegenwart und ihren Konferenz-Tourismus; die Wissenschaftler diskutieren darüber hinaus über Probleme der Arthuslegende, der Doyen der Literaturwissenschaft heißt Arthur Kingfisher).
- Richard Monaco: Parzival oder: Die Grals-Suche, Lohengrin oder: Der Grals-Krieg, Layala oder: Der Grals-Trunk Bastei-Lübbe-Verlag
- Adolf Muschg: Der rote Ritter. Eine Geschichte von Parzival. Frankfurt am Main: Suhrkamp, 1993.
- Mary Pope Osborne: Das magische Baumhaus: Die geheimnisvolle Welt von Merlin (Folge/Band 27–30),2006: Band 27: Im Auftrag des Roten Ritters, ISBN 978-3-7855-5694-8; Band 28: Das verzauberte Spukschloss, ISBN 978-3-7855-5693-1; Band 29: Das mächtige Zauberschwert, ISBN 978-3-7855-5695-5; Band 30: Im Bann des Eiszauberers, ISBN 978-3-7855-5696-2
- Käthe Recheis: Käthe Recheis: König Arthur und die Ritter der Tafelrunde. Uccello-Verlag, 2007, ISBN 978-3-937337-28-9 (Hörbuch, 6 CDs, gelesen von Johannes Steck).
- Peter Schwindt: Gwydion. (Kinderbuchserie in vier Bänden: Gwydion: Der Weg nach Camelot. ISBN 3-473-34479-6; Gwydion: Die Macht des Grals. ISBN 3-473-34486-9; Gwydion: König Arturs Verrat. ISBN 978-3-473-34497-0; Gwydion: Merlins Vermächtnis. ISBN 978-3-473-34714-8).
- John Steinbeck: The Acts of King Arthur And His Noble Knights, Penguin Modern Classics, ISBN 0-14-118630-5.
- Mary Stewart: Flammender Kristall; Der Erbe; Merlins Abschied (Romanzyklus, der die Handlung ins 5. Jahrhundert legt und sich weitgehend um historische Plausibilität bemüht).
- Rosemary Sutcliff: Sword At Sunset. ISBN 0-8125-8852-5 (die Artusgeschichte als autobiographischer historischer Roman: Artus/Artos berichtet von seinem Leben als Kriegerfürst und Kaiser von Britannien; der Roman ist Teil der Delphinring-Geschichten der Autorin).
- Alfred Lord Tennyson: Königs-Idyllen (englisch: Idyls of the King; episches Gedicht).
- J.R.R. Tolkien: König Arthurs Untergang, Klett-Cotta, ISBN 978-3-608-96050-1.
- T. H. White: Der König auf Camelot. 1958, ISBN 3-608-93713-7 (1. Band, aus dem die Disney-Adaption Die Hexe und der Zauberer bekannt ist).
- Joan Wolf: Der Weg nach Avalon. Goldmann, 1994, ISBN 3-442-42382-1 (anrührende Geschichte von der Liebe Artus’ und Morgans und ihrem Leben).
- Persia Woolley: Ginevra, Tochter des Frühlings. Klett-Cotta, Stuttgart 2000, ISBN 3-608-93497-9; Ginevra, Königin unter Sternen- Klett-Cotta, Stuttgart 2001, ISBN 3-608-93498-7; Ginevra. Rückkehr nach Camelot. Klett-Cotta, Stuttgart 2003, ISBN 3-608-93499-5.

## Filmische Dokumentationen
- 1970er: Artus und die Briten (GB) – TV-Serie mit Oliver Tobias mit einem „realistischen“ Bild der Zeit und des Ursprungs der Mythen über den keltischen Anführer
- 1994: Die großen Rätsel: Das Schloß des heiligen Grals (NL/D/Can) – TV-Doku von Roel Oostra
- 2000: Ritter der Tafelrunde (D) – ZDF-Doku
- 2000: Im Zeichen des heiligen Blutes: König Artus und die Suche nach dem heiligen Gral (D) – ZDF-Doku von Jens-Peter Behrend in der Reihe Sphinx
- 2000: Die Kelten (GB/D) – 6-teilige TV-Doku von Glyn Shakeshaft, vor allem im 4. Teil geht es um Artus, Merlin und den Gral
- 2005: Der Heilige Gral (D) – 3-teilige Doku-DVD von Susanne Aernecke und Michael Görden
- 2006: Mythen & Helden: König Artus (GB) – BBC-Doku mit Michael Wood
- 2008: Arthur – Die Erfindung eines Königs (D) – Doku von Wilfried Hauke für ARTE

## Spielfilm und Fernsehen
- 1953: Die Ritter der Tafelrunde (GB, Regie: Richard Thorpe) – Historien-Abenteuerfilm nach Thomas Malorys Roman Le Morte d'Arthur (1485)
- 1954: Prinz Eisenherz (USA, Regie: Henry Hathaway) – Ritterfilm nach Hal Fosters Zeitungscomic Prince Valiant (ab 1937)
- 1963: Lancelot, der verwegene Ritter (GB, Regie: Cornel Wilde)
- 1967: Camelot – Am Hofe König Arthurs (USA, Regie: Joshua Logan) – Film-Musical nach T. H. Whites Roman The Once and Future King (1958)
- 1974: Lancelot, Ritter der Königin (F, Regie: Robert Bresson) – Drama zwischen Lancelot und Guinevere
- 1975: Die Ritter der Kokosnuß (GB, Regie: Terry Gilliam, Terry Jones) – Komödie über Artus-Legende und Gralsuche
- 1979: Merlin (D, Regie: Armin Dahlen) – „Das geheimnisvolle Leben eines Magiers“, 13-teilige deutsche Jugendserie von Justus Pfaue
- 1981: Excalibur (USA/GB, Regie: John Boorman) – Historien-Abenteuerfilm nach Thomas Malorys Roman Le Morte d'Arthur (1485)
- 1981/1982: Mr. Merlin – US-amerikanische Fernsehserie
- 1984: Camelot – Der Fluch des goldenen Schwertes (GB, Regie: Stephen Weeks) – Fantasyfilm nach der Ritterromanze Sir Gawain and the Green Knight.
- 1989: Indiana Jones und der letzte Kreuzzug (USA, Regie: Steven Spielberg) – Suche nach dem heiligen Gral
- 1992: MacGyver (USA), Doppelfolge 'Ritter MacGyver' – Fiktionales Aufeinandertreffen des Wissens aus verschiedenen Jahrhunderten
- 1995: Der 1. Ritter (USA, Regie: Jerry Zucker) – Dreiecksgeschichte zwischen König Arthur, Guinevere und Lancelot
- 1998: Ein Ritter in Camelot (USA, Regie: Roger Young) – Filmkomödie
- 1998: Merlin (USA/GB, Regie: Steve Barron) – TV-Abenteuerfilm aus der Sicht von Merlin
- 2001: Ritter Jamal – Eine schwarze Komödie (USA, Regie: Gil Junger) – Filmkomödie
- 2001: Die Nebel von Avalon (USA/D/Tschechien, Regie: Uli Edel) – 2-teiliger TV-Fantasyfilm nach Marion Zimmer Bradleys Roman Die Nebel von Avalon (1982)
- 2004: King Arthur (USA, Regie: Antoine Fuqua) – historische Hintergründe der Artus-Sage basierend auf Lucius Artorius Castus und Sarmaten
- 2005: Kaamelott (Frankreich). Humoristische Fernsehserie von Alexandre Astier. 458 Folgen.
- 2006: The Da Vinci Code – Sakrileg (USA, Regie: Ron Howard) – Thriller nach Dan Browns Roman Sakrileg (2004) um den Heiligen Gral, hier als Erbe Jesu
- 2006: Merlin 2 – Der letzte Zauberer (USA, Regie: David Wu) – Zweiteiler in Anlehnung an den TV-Film Merlin (1998)
- 2007: Die letzte Legion (USA/GB/F) – Merlins Leben vor Artus (im alten Rom)
- 2008: Merlin – Die neuen Abenteuer (GB) – Fantasy-Serie über den Zauberer Merlin als Jugendlicher
- 2010: Duell der Magier (USA) – Fantasy-Abenteuerfilm mit Projektion in die Neuzeit
- 2010: Die Tochter von Avalon (USA) – Disney-Channel-Originalfilm, basiert auf dem gleichnamigen Roman von Meg Cabot
- 2011: Camelot (GB/IRL/CAN) – Drama-Fernsehserie über die Anfänge König Arthurs und Camelots
- 2015: Arthur und Merlin – Fantasyfilm von Marco van Belle[1]
- 2015/2016: Once Upon a Time – Es war einmal ... – 5. Staffel der US-amerikanischen Fantasyserie spielt teilweise in Camelot
- 2017: King Arthur: Legend of the Sword
- 2020: Cursed - Die Auserwählte – Netflix Original Fantasyserie

## Zeichentrick und Comic
- ab 1937: Prinz Eisenherz (USA) – der Zeitungscomic von Hal Foster wird heute noch weitergeschrieben und veröffentlicht
- 1963: Die Hexe und der Zauberer (USA) – Disney-Zeichentrickfilm von Wolfgang Reitherman, angelehnt an T. H. Whites Roman Der König auf Camelot (1939)
- 1979: König Arthur (J) – Anime-Serie von Toei Animation über Artus und die Ritter der Tafelrunde.
- 1991: Die Legende von Prinz Eisenherz (USA) – Zeichentrickserie basierend auf der Comic-Serie „Prinz Eisenherz“ von Hal Foster
- 1996: The Once and Future Duck[2] (USA, dt. 1996 in der Micky Maus als Die Reise ins 6. Jahrhundert, spätere Neuübersetzung als Verschollen in Camelot) von Don Rosa. Donald Duck, seine drei Neffen und der Erfinder Daniel Düsentrieb landen mittels einer Zeitmaschine im keltischen Britannien, treffen dort auf Arturius Riothamus als lokalem Stammesfürsten sowie seinen Barden Myrddin und schaffen dabei mittels moderner Düsentriebtechnik unfreiwillig die Vorlage für diverse Topoi der Artussage, wie etwa den Heiligen Gral oder Excalibur.
- 1998: Das magische Schwert – Die Legende von Camelot (USA) – Zeichentrickfilm von Warner Bros. nach Vera Chapmans Roman The King’s Damsel
- 2003: Soul Eater (J) – Manga- und Anime-Serie, in der das heilige Schwert Excalibur eine allmächtige Waffe ist – und als Person ein für die Hauptcharaktere nerviges, vorlautes Männlein.
- 2005: Fate/stay night (J) – Anime-Serie und Computerspiel mit König Artus als einer der Hauptfiguren
- 2007: Shrek der Dritte (USA) – Animationsfilm, 3. Teil der Shrek-Filmreihe: Shrek sucht Artus, der König von „Weit Weit Weg“ werden soll, auch Merlin hat einen Auftritt
- 2014: The Seven Deadly Sins (J) – Anime-Serie von A-1 Pictures, in welcher Aspekte der Artuslegende aufgenommen werden und Artus ein Nebencharakter ist.
- 2018: Arthur und die Freunde der Tafelrunde (D, F) – Animationsserie mit Elementen der Artussage
- 2020: Die Zauberer (USA) – Animationsserie aus der Geschichten aus Arcadia Trilogie von Guillermo del Toro, in der die vier Jugendlichen Jim, Klara, Douxie und Stephan durch eine Zeitreise in Camelot zur Zeit des 12. Jahrhunderts landen und dort auf Artus, Morgana, Merlin, Sir Lancelot, Sir Galahad und Nimue treffen

## Musik
Neben Filmmusik zu oben erwähnten Filmen gibt es weitere Musik zum Thema:
Oper und klassische Musik
- 1691: Henry Purcell: King Arthur (Singspiel)
- 1882: Richard Wagner: Parsifal (Musikdrama)
- 1865: Richard Wagner: Tristan und Isolde (Oper)
- 1885–1896: Ernest Chausson: Le roi Arthus (Musikdrama)
- 1886: Karl Goldmark: Merlin (Oper)
- 1905: Isaac Albéniz: Merlin (Oper)
- 1908–1945: Rutland Boughton: Zwischen 1908 und 1945 befasste er sich mit einem Zyklus von fünf Musikdramen über die Artussage. 1909 war die erste Oper The Birth of Arthur or Uther and Igraine abgeschlossen. 1916 folgte mit The Round Table der zweite Teil, 18 Jahre später kam der dritte Teil The Lily Maid zur Aufführung; die beiden letzten Teile Galahad und Avalon entstanden 1943–1945.
- 1916: George Templeton Strong: Le Roi Arthur (Sinfonische Dichtung)
- 1991: Harrison Birtwistle: Gawain (Oper)

Unterhaltungsmusik
- 1960: Frederick Loewe: Camelot  (Musical)
- 1969: The Moody Blues: Are You Sitting Comfortably, auf: On the Threshold of a Dream (Konzeptalbum)
- 1975: Rick Wakeman: The myths and legends of King Arthur and the Knights of the Round Table (Konzeptalbum)
- 1981: Kayak: Merlin
- 1983: Jon Symon: Warlock - Memories of a white magician (Soundtrack zum gleichnamigen Rockballett)
- 1995: Blind Guardian: A Past and Future Secret und Mordreds Song, auf: Imaginations from the Other Side (Metal-Album)
- 1998: Alan Simon: Excalibur, la légende des Celtes (Folk-Rock-Konzeptalbum, 1. Teil einer Trilogie)
- 1999: Grave Digger: Excalibur (Album, Heavy-Metal-Interpretation der Artus-Sage)
- 2007: Alan Simon: Excalibur, l’anneau des Celtes (Folk-Rock-Konzeptalbum, 2. Teil einer Trilogie)
- 2014: Gamma Ray: Avalon, auf: Empire of the Undead
- 2014: Frank Wildhorn: Artus – Excalibur (Musical)
- 2019: Schandmaul: Artus (Folk-Rock-Album mit einigen Liedern zur Artus-Sage)

## Hörspiele
- Karlheinz Koinegg
  - Parzivals Abenteuer
  - König Artus und die Ritter der Tafelrunde
- 2017: König Artus[3]
- 1985: Bibi Blocksberg Folge 30 „In der Ritterzeit“

## Spiele
Alphabetisch sortiert:
- Arthur: The Quest for Excalibur – Textadventure von Infocom
- Citadels – Echtzeit-Strategiespiel von Bitcomposer Entertainment
- Conquest of Camelot – Adventure von Sierra On-Line, 1990
- Dark Age of Camelot – MMORPG-Onlinespiel, angesiedelt in den Jahren nach Artus’ Tod
- Glatisant – Live-Rollenspiel-Regelwerk, angesiedelt im arthurianischen Britannien
- King Arthur. Wer wird Englands neuer König? – elektronisches Brettspiel von Reiner Knizia, Ravensburger Spieleverlag, 2003
- Knights of the Round – Arcade-Spiel von Capcom, 1992[4]
- Pendragon – Rollenspiel-Regelwerk rund um den Artus-Mythos
- Schatten über Camelot (Shadows over Camelot) – kooperatives Gesellschaftsspiel aus dem Verlag Days of Wonder
- SMITE  – King Arthur und Merlin wurden als spielbare „Götter“ hinzugefügt
- Sonic und der Schwarze Ritter – Adventure- und Jump-’n’-Run-Computerspiel mit Sonic in der Zeit der Artus-Saga
- Stronghold Legends – Echtzeit-Strategiespiel von Firefly Studios
- Sword Legacy: Omen – Computerspiel entwickelt von Fableware Narrative Design und Forecast Studio – veröffentlicht von Team17 Digital Ltd. Erzählt eine Version des Krieges von Uther Pendragon gegen Gorlois.
- Tales – Computerspiel entwickelt Ape Marina und veröffentlicht von Screen 7. Merlin ist der Stichwortgeber des Protagonisten.
- Tomb Raider: Legend – Computerspiel von Eidos Interactive: Lara Croft sucht auf der Welt verstreute Teile des Schwertes Excalibur

## Sekundärliteratur
- Rudolf Simek: Artus-Lexikon. Mythos und Geschichte, Werke und Personen der europäischen Artusdichtung. Reclam, Stuttgart 2012, ISBN 978-3-15-010858-1.